# Гламелия

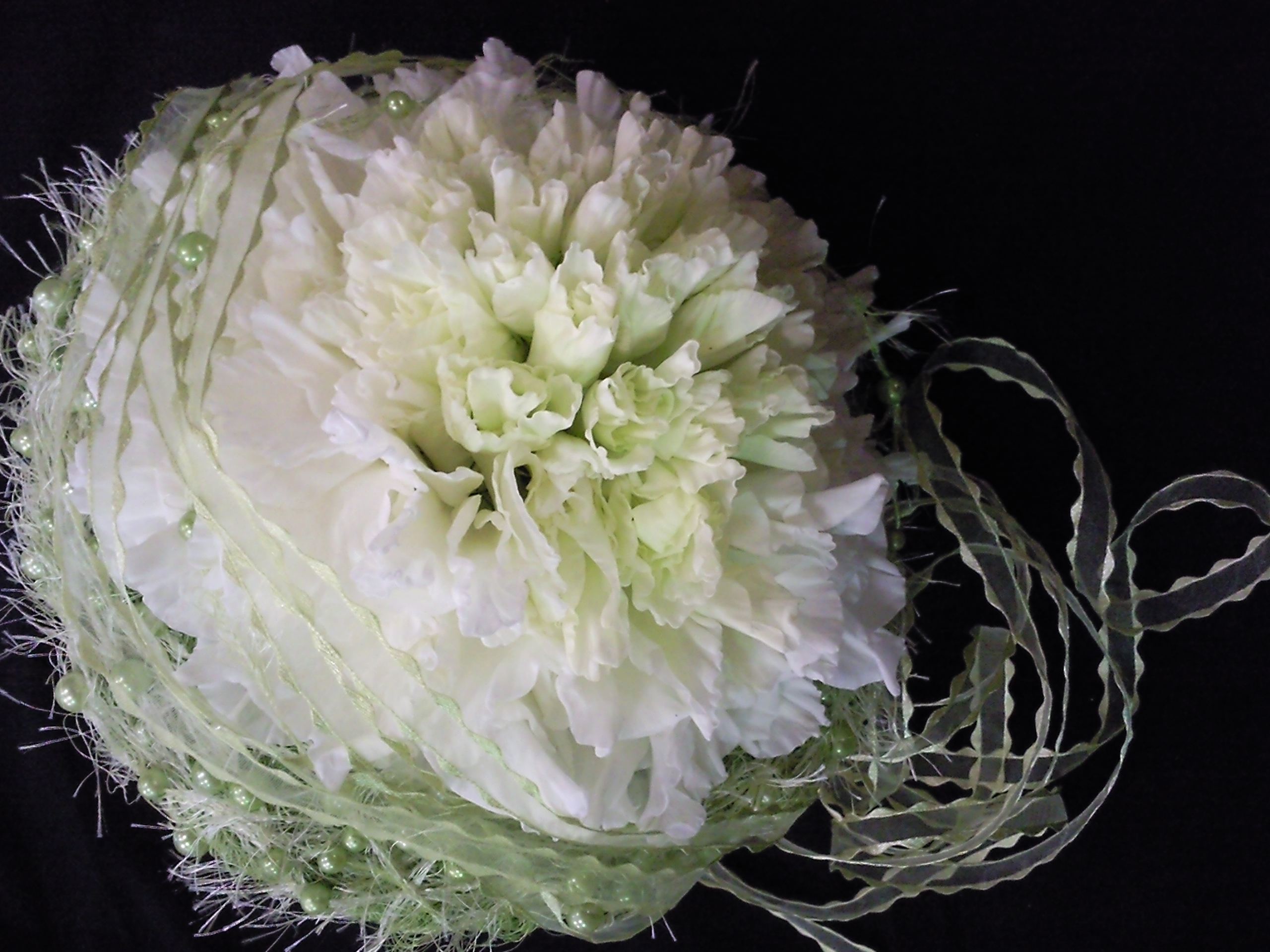
Свадебный букет — классическая гламелия из лепестков гладиолуса

Гламелия (англ. glamelia) — вид флористических работ, возникший предположительно[почему?][кем?] во второй половине XIX века. Первоначально обозначал вид работ, в результате которых из лепестков гладиолуса создавался один рукотворный цветок в форме камелии. 
Использовались гламелии как украшения шляп, нарядов, а также как свадебные букеты.

## История
Возникновению флористика обязана необыкновенной популярности камелий, которые после выхода романа Александра Дюма-младшего, «Дама с камелиями» и создания Джузеппе Верди, по мотивам романа оперы «Травиата» стали "символом сильных чувств и трагической, жертвенной, но прекрасной любви". Камелия стала любимым цветком многих светских дам и прославленных актрис[кого?].

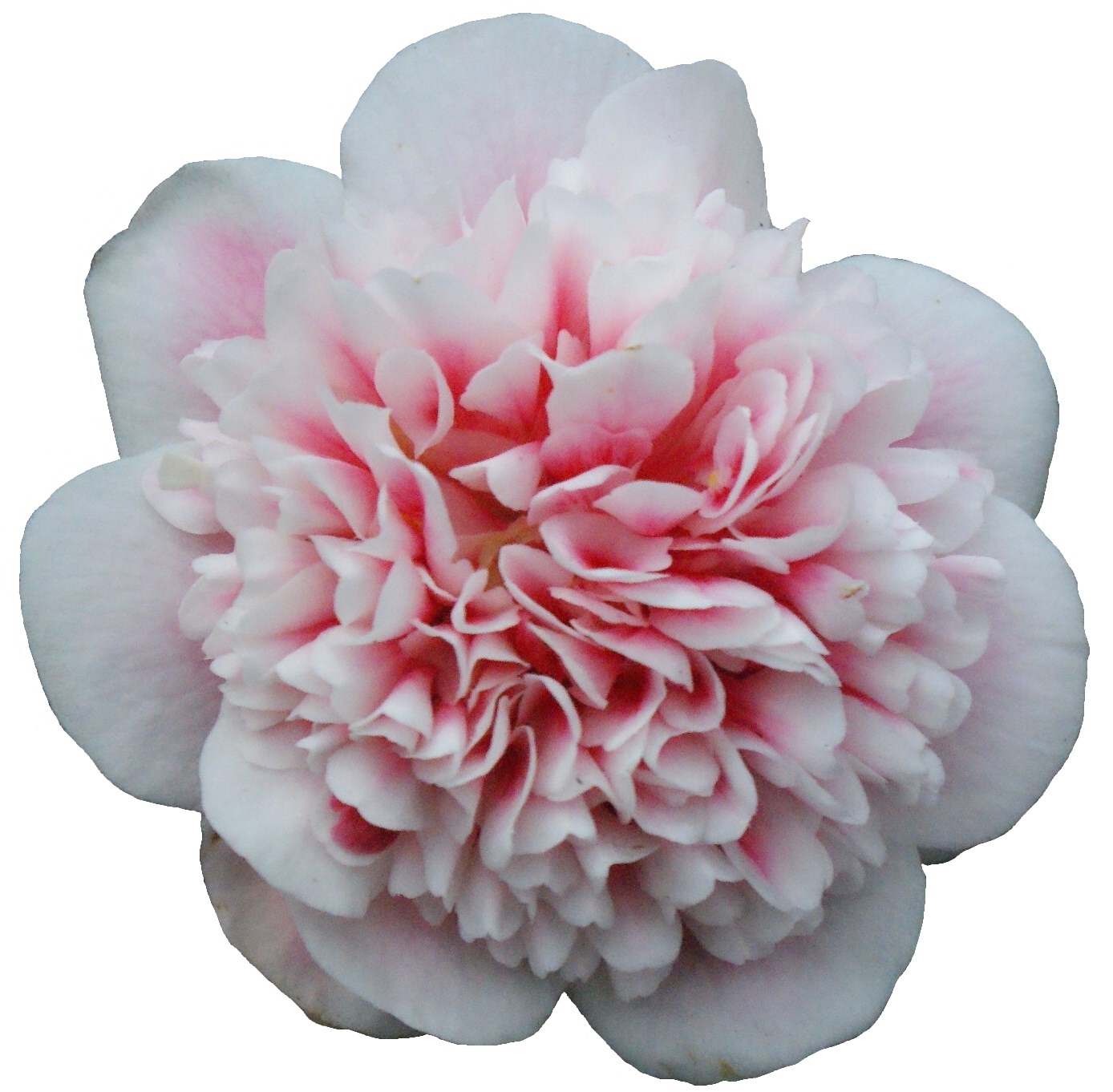
Махровая камелия пионовидной формы

Камелии в Европе распространялись с конца XVIII — начала XIX века, и были крайне популярны крупноцветковые, сильномахровые сорта, в отличие от сортов, популярных на их родине, в Японии. Именно такие — крупные и густомахровые сорта — поначалу имитировали гламелии. Причиной возникновения трудоёмкого и сложного вида работ был стабильно высокий спрос на цветы в сочетании с сезонностью цветения камелий. Из лепестков можно было создавать работы любого размера и пышности, в то время как натуральные цветы больше 10—12 см в диаметре не достигали.
В тот же период, возникают разновидности таких работ, созданные из лепестков роз и имитирующих огромные розы, а также работы из лепестков лилий и других цветов. Такие составные цветы из лепестков роз также называли malmaison rose (мальмезонские розы), carmen roses (роза Кармен), rose duchesse (герцогские розы), из других лепестков — carmen lilies, duchesse lilies (герцогские лилии), composite flowers (сборные цветы) или fantasy flowers (фантазийные цветы).
Мальмезонская роза — Это название связано с замком Мальмезон в 20 км от Парижа, имеющим очень долгую[сколько?] историю, но связанным с цветами лишь однажды.
С 1799 года это поместье принадлежало Жозефине и Наполеону Бонапарту, и оно осталось во владении Жозефины после развода с императором. В этом же замке она скончалась в 1814 году. Замок в период пребывания в нём Жозефины был знаменит коллекцией экзотических растений и животных, а также огромной коллекцией садовых роз. Именно в оранжерее Жозефины в начале XIX века впервые были представлены во Франции цветущие камелии, до этого считавшиеся декоративнолиственными чайными деревьями.
В начале XX века гламелии переживают очередное возникновение, в основном из-за Констанс Спрай — авторитетного британского флориста, что усовершенствовала технику их сборки и популяризировала идеи.
О роли Констанс Спрай в возрождении гламелий свидетельствует и книга более позднего периода, которая также уже давно является библиографической.

Мальмезонские розы, основанные на ранне-викторианской традиционной технике создания огромных пышных роз из лепестков множества роз, были усовершенствованы Констанс Спрай. Чрезвычайно популярные в 40—50-х годах, мальмезонские розы постоянно изготовлялись для дам, посещавших общественные балы. Оригинальный текст (англ.)«The malmaison rose was perfected by Constance Spry and based on an early victorian tradition-creating an overblown rose form the petals of many perfect roses. All the rage in the 40’s and 50’s, malmaison roses were made regularly for women attending society balls.»

В 1938 году Констанс Спрай приглашают открыть магазин в Нью-Йорке, США. С посещения Констанс Спрай Соединённых Штатов начинается широкое распространение гламелий, продолжавшийся около двух десятков лет, в 40—50 годах XX века. Работы такого вида были очень популярны, однако спустя некоторое время, к концу XX века, гламелии и все их разновидности были забыты.
В результате этих событий в классификации свадебных букетов, приведённой в книге немецкого флориста Валли Клетт (Wally Klett), изданной в 2003 году «Креативная свадьба» («Wedding of Creations», «Hochzeit der Creationen») оказываются рядом как классическая гламелия (характерным материалом для которых она называет тюльпаны или зелёные листья), так и американский букет или букет в американском стиле, который выполняется аналогично гламелиям из лепестков гладиолуса или лилий, может быть круглой или овальной формы, симметричный или со смещённым центром.
Последнее по времени возвращение гламелий пришлось на самый конец XX — начало XXI века, когда они возродились в качестве совершенно нового и необычного вида работ. Неизвестно, кто из флористов «возвратил их к жизни», но одной из первых книг, которая включала большое количество работ из лепестков (пока ещё небольшого ассортимента из роз и лилий), была книга финского флориста Йоуни Сеппянена (Jouni Seppänen) «Innovations» — «Новинки», выпущенная в 2001 году. Гламелии, представленные в книге, в тот момент для большинства флористов и покупателей были полной новинкой.
Огромный вклад в возрождение гламелий внесли как выдающиеся флористы — Даниэль Ост (Daniël Ost), Элли Линь (Elly Lin), Роберт Куне (Robert Koene), Йоуни Сеппянен, так и многие другие флористы.
В этот период центром особой популярности этих работ стала Европа и в ещё большей степени восточная Европа, в основном Россия и Украина с их развивающейся флористикой. Предпосылки этого заключаются как в возникшем интересе к  виду работ, так и в технических условиях. С появлением современных видов клея стали доступны новые, более эффективные способы их быстрого создания.
С начала XXI века название гламелия применяется как обобщенное название группы работ разнообразного вида: от имитаций единственного цветка в самых различных формах из одного или нескольких видов отдельных цветков, частей или элементов цветов и растений, и до плоскостных работ — скатертей, зонтиков, накидок и множества других предметов, покрытых лепестками цветов.

## В Русском языке
В русском языке возникли новые слова для обозначения отдельных, достаточно больших групп гламелий по аналогии с первоначальным составным словом. Розамелия — гламелия из лепестков роз (самые разные техники, формы и виды работы). Лилиемелия — гламелия из лепестков лилий (также множество вариантов техник и форм) и тому подобные неологизмы. Эти новые слова постепенно распространяются и в другие языки.

## Техники сборки
Если в Европе большее распространение получают классические техники работы с лепестками — монтажная, шпилечная, примотка, клеевая, то в менее ограниченных классическим образованием странах возникают оригинальные варианты техник для сборки гламелий. Например, быстрый способ сборки розамелий на палочки-зубочистки Александра Бермякова, известного российского флориста.